# Décor du 10, rue d'Argentré à Rennes
Le décor du 10, rue d'Argentré à Rennes est une œuvre ayant été conçue par René-Yves Creston, et ayant été réalisée par le sculpteur Jean Goron et l'ébéniste Georges Rual, en 1943. Ce décor sculpté sur bois est inspiré de la mythologie celtique, ainsi que de la littérature irlandaise qu'affectionnait René-Yves Creston.

## Localisation
Le décor est situé, encore aujourd'hui, au 10, rue d'Argentré, dans le centre-ville de Rennes. Le bâtiment, qui était un bar de nuit pendant la Seconde Guerre mondiale, héberge actuellement le restaurant L'AlgoRythme.

## Décor principal
Le décor principal, qui se trouve dans la première salle de l'établissement, est constitué de grands panneaux de bois sculptés en bas-relief et recouvrant tous les murs. Il représente l'idéal du paradis celtique imaginé par Creston. L'artiste s'est inspiré entre autres de dessins à l'encre de Chine qu'il avait réalisés lors de son séjour en prison en 1941.
Le premier panneau que voit le visiteur en entrant dans la pièce représente une scène de guerre issue de la légende celtique de Cúchulainn. Le premier plan est occupé par des fougères. Les deux scènes principales représentent un homme nu transpercé par une lance, et un personnage chassant le cerf à cheval, à l'aide de son arc. Dans le coin inférieur droit du panneau représentant l'homme transpercé, se trouvent les noms des trois artistes. Sous les pieds de l'homme coule une rivière, entourée de végétation.
A gauche de l'entrée, un panneau représente le dieu Lug, nu, entouré de végétation. Trois colombes volent dans le coin supérieur droit, et un soleil encadre le visage du dieu. De ses mains surgissent des éclairs.
Un autre panneau représente un épisode des Mabinogion, où Math et Gwydyon créent Blodeuwedd, une femme-fleur, à partir de la végétation alentour. La scène prend place dans une nature parsemée de tulipes et de fougères. Blodeuwedd, surgissant d'un chêne, peut être rapprochée d'une œuvre précédente de René-Yves Creston : le décor de la maternité de Saint-Nazaire, réalisé en 1938, où une femme nue sort d'une gerbe de blé.
Enfin, l'entrée est encadrée de deux panneaux. Le premier est occupé par le dieu Cernunnos, protecteur des animaux et gardien de l'au-delà, dans un pommier, tenant un torque dans la main gauche et un serpent dans la main droite. Comme les scènes évoquées précédemment, celle-ci prend place dans la nature, dont la représentation renvoie au chaudron de Gundestrup, que Creston avait probablement vu au musée national du Danemark de Copenhague, lors de son séjour danois de 1939. Le deuxième panneau encadrant l'entrée reprend un épisode de la vie de Pwyll, telle qu'elle est racontée dans les Mabinogion. Il représente deux combattants s'affrontant, armés d'épées et de boucliers.

## Décor secondaire
La deuxième salle de l'établissement présente également un décor sculpté. Celui-ci représente des armoiries, et a probablement été réalisé uniquement par Jean Goron et Georges Rual.